# 巴布亚鲹
巴布亚鲹（学名：Caranx papuensis）为輻鰭魚綱鱸形目鱸亞目鲹科鲹属的鱼类。分布于台湾岛等。该物种的模式产地在新几内亚。

## 分類及命名

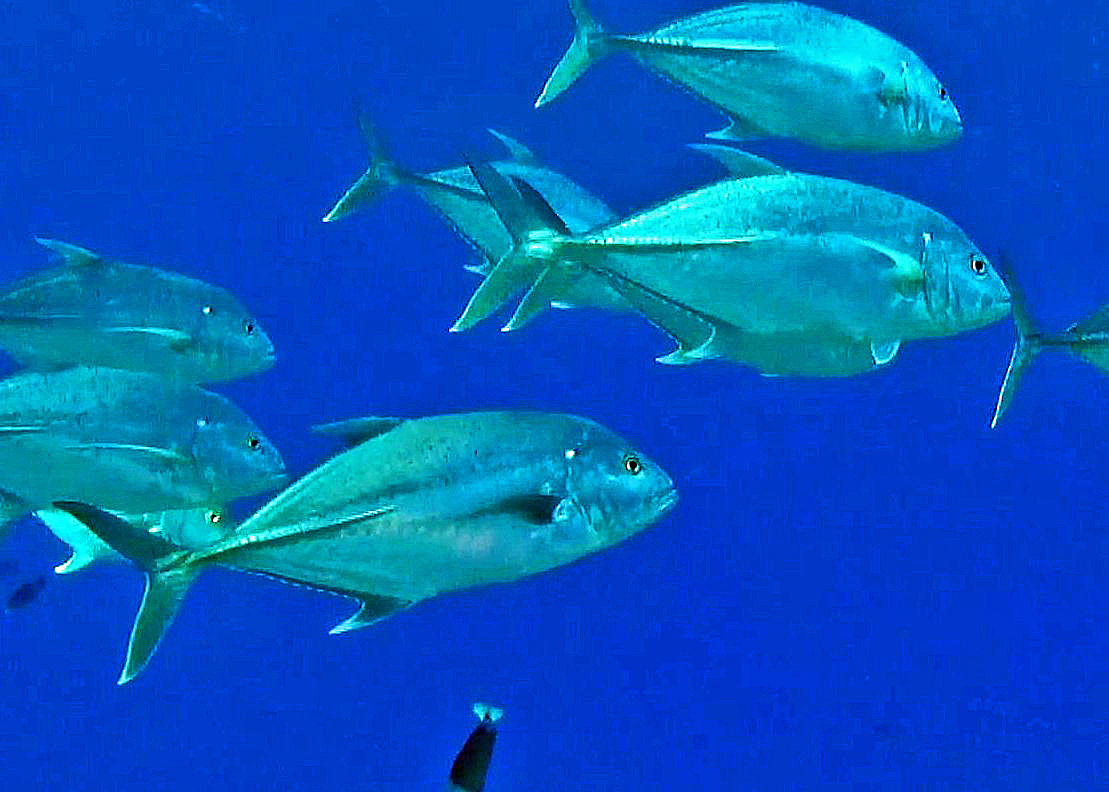
在法屬玻里尼西亞的巴布亚鲹

本種首先由澳大利亞動物學家Haynes Gibbs Alleyne和William John Macleay於1877年根據從巴布亞新幾內亞的Hall Sound收集的標本進行科學描述，該標本被指定為模式種。他們將這種物種命名為Caranx papuensis。該物種之後被獨立重新描述兩次，第一個是塞繆爾·加曼（Samuel Garman），他命名為Caranx regularis，然後是J.L.B.Smith命名的Caranx celetus，但之後皆被認為是同義詞。

## 分布
本魚分布於印度太平洋區，從桑吉巴、坦尚尼亞、南非至加羅林群島、馬貴斯群島，北起琉球群島，南迄澳洲海域，深度1-50公尺。

## 特徵
本魚一種大型魚類，體呈橢圓形而側扁，背側輪廓比腹側輪廓更凸，特別是在前面。側線在前方有適度拱形，具有弱發育的脂肪眼瞼，而其牙列由外排寬間隔的犬齒和上頜內部的絨毛狀牙齒帶組成，下頜上有一排寬間隔的錐形牙齒，背鰭硬棘9枚；背鰭軟條21-23枚；臀鰭硬棘3枚；臀鰭軟條16-19枚，最大長度為88公分，體重為6.4公斤。背部黃銅色至黃綠色，腹部呈銀白色，稚魚通常缺乏黃銅色調，全是銀色。側線上方的物種頭部和身體散佈著小的黑點，在胸鰭附近偶爾會有很少的斑點。隨著年齡的增長，這些斑點變得更多，上部鰓附近有黑色邊緣。除了尾鰭之外，鰭是黃色到暗色的，尾鰭上葉暗色、下葉暗黃色及白色邊緣。

## 生態及經濟利用
本魚棲息在近海沙底質或礁石區的海灣、潟湖、河口，稚魚常活動在水質較為混濁的河口紅樹林、成魚則活動在較深水域，通常單獨或成小群行動，屬肉食性，以小魚、甲殼類、頭足類等為食，可做為食用魚，但非具有商業價值，通常以鉤釣或拖網捕獲。